# Syam Ben Youssef
Syam Ben Youssef (Marsiglia, 31 marzo 1989) è un calciatore francese naturalizzato tunisino, difensore svincolato.

## Carriera

### Nazionale
Ha debuttato nella nazionale tunisina nel 2013.

## Statistiche

### Cronologia presenze e reti in nazionale
| Cronologia completa delle presenze e delle reti in nazionale ― Tunisia | Cronologia completa delle presenze e delle reti in nazionale ― Tunisia | Cronologia completa delle presenze e delle reti in nazionale ― Tunisia | Cronologia completa delle presenze e delle reti in nazionale ― Tunisia | Cronologia completa delle presenze e delle reti in nazionale ― Tunisia | Cronologia completa delle presenze e delle reti in nazionale ― Tunisia | Cronologia completa delle presenze e delle reti in nazionale ― Tunisia | Cronologia completa delle presenze e delle reti in nazionale ― Tunisia |
| Data                                                                   | Città                                                                  | In casa                                                                | Risultato                                                              | Ospiti                                                                 | Competizione                                                           | Reti                                                                   | Note                                                                   |
| ---------------------------------------------------------------------- | ---------------------------------------------------------------------- | ---------------------------------------------------------------------- | ---------------------------------------------------------------------- | ---------------------------------------------------------------------- | ---------------------------------------------------------------------- | ---------------------------------------------------------------------- | ---------------------------------------------------------------------- |
| 13-10-2013                                                             | Radès                                                                  | Tunisia                                                                | 0 – 0                                                                  | Camerun                                                                | Qual. Mondiali 2014                                                    | -                                                                      |                                                                        |
| 17-11-2013                                                             | Yaoundé                                                                | Camerun                                                                | 4 – 1                                                                  | Tunisia                                                                | Qual. Mondiali 2014                                                    | -                                                                      |                                                                        |
| 5-3-2014                                                               | Cornellà de Llobregat                                                  | Colombia                                                               | 1 – 1                                                                  | Tunisia                                                                | Amichevole                                                             | -                                                                      |                                                                        |
| 28-5-2014                                                              | Seul                                                                   | Corea del Sud                                                          | 0 – 1                                                                  | Tunisia                                                                | Amichevole                                                             | -                                                                      |                                                                        |
| 7-6-2014                                                               | Bruxelles                                                              | Belgio                                                                 | 1 – 0                                                                  | Tunisia                                                                | Amichevole                                                             | -                                                                      |                                                                        |
| 6-9-2014                                                               | Monastir                                                               | Tunisia                                                                | 2 – 1                                                                  | Botswana                                                               | Qual. Coppa d'Africa 2015                                              | -                                                                      |                                                                        |
| 10-9-2014                                                              | Il Cairo                                                               | Egitto                                                                 | 0 – 1                                                                  | Tunisia                                                                | Qual. Coppa d'Africa 2015                                              | -                                                                      |                                                                        |
| 10-10-2014                                                             | Dakar                                                                  | Senegal                                                                | 0 – 0                                                                  | Tunisia                                                                | Qual. Coppa d'Africa 2015                                              | -                                                                      |                                                                        |
| 15-10-2014                                                             | Monastir                                                               | Tunisia                                                                | 1 – 0                                                                  | Senegal                                                                | Qual. Coppa d'Africa 2015                                              | -                                                                      |                                                                        |
| 14-11-2014                                                             | Gaborone                                                               | Botswana                                                               | 0 – 0                                                                  | Tunisia                                                                | Qual. Coppa d'Africa 2015                                              | -                                                                      |                                                                        |
| 19-11-2014                                                             | Monastir                                                               | Tunisia                                                                | 2 – 1                                                                  | Egitto                                                                 | Qual. Coppa d'Africa 2015                                              | -                                                                      | 66’ 84’                                                                |
| 11-1-2015                                                              | Tunisi                                                                 | Tunisia                                                                | 1 – 1                                                                  | Algeria                                                                | Amichevole                                                             | -                                                                      |                                                                        |
| 18-1-2015                                                              | Ebebiyín                                                               | Tunisia                                                                | 1 – 1                                                                  | Capo Verde                                                             | Coppa d'Africa 2015 - 1º turno                                         | -                                                                      |                                                                        |
| 22-1-2015                                                              | Ebebiyín                                                               | Zambia                                                                 | 1 – 2                                                                  | Tunisia                                                                | Coppa d'Africa 2015 - 1º turno                                         | -                                                                      |                                                                        |
| 26-1-2015                                                              | Ebebiyín                                                               | RD del Congo                                                           | 1 – 1                                                                  | Tunisia                                                                | Coppa d'Africa 2015 - 1º turno                                         | -                                                                      |                                                                        |
| 31-1-2015                                                              | Bata                                                                   | Tunisia                                                                | 1 – 2 dts                                                              | Guinea Equatoriale                                                     | Coppa d'Africa 2015 - Quarti di finale                                 | -                                                                      |                                                                        |
| 27-3-2015                                                              | Oita                                                                   | Giappone                                                               | 2 – 0                                                                  | Tunisia                                                                | Amichevole                                                             | -                                                                      |                                                                        |
| 31-3-2015                                                              | Nanchino                                                               | Cina                                                                   | 1 – 1                                                                  | Tunisia                                                                | Amichevole                                                             | -                                                                      | 56’                                                                    |
| 12-6-2015                                                              | Radès                                                                  | Tunisia                                                                | 8 – 1                                                                  | Gibuti                                                                 | Qual. Coppa d'Africa 2017                                              | -                                                                      |                                                                        |
| 5-9-2015                                                               | Monrovia                                                               | Liberia                                                                | 0 – 0                                                                  | Tunisia                                                                | Qual. Coppa d'Africa 2017                                              | -                                                                      |                                                                        |
| 9-10-2015                                                              | Radès                                                                  | Tunisia                                                                | 3 – 3                                                                  | Gabon                                                                  | Amichevole                                                             | -                                                                      |                                                                        |
| 13-11-2015                                                             | Nouakchott                                                             | Mauritania                                                             | 1 – 2                                                                  | Tunisia                                                                | Qual. Mondiali 2018                                                    | -                                                                      |                                                                        |
| 17-11-2015                                                             | Radès                                                                  | Tunisia                                                                | 2 – 1                                                                  | Mauritania                                                             | Qual. Mondiali 2018                                                    | 1                                                                      |                                                                        |
| 25-3-2016                                                              | Monastir                                                               | Tunisia                                                                | 1 – 0                                                                  | Togo                                                                   | Qual. Coppa d'Africa 2017                                              | -                                                                      |                                                                        |
| 29-3-2016                                                              | Lomé                                                                   | Togo                                                                   | 0 – 0                                                                  | Tunisia                                                                | Qual. Coppa d'Africa 2017                                              | -                                                                      |                                                                        |
| 4-9-2016                                                               | Monastir                                                               | Tunisia                                                                | 4 – 1                                                                  | Liberia                                                                | Qual. Coppa d'Africa 2017                                              | -                                                                      |                                                                        |
| 15-11-2016                                                             | Gabès                                                                  | Tunisia                                                                | 0 – 0                                                                  | Mauritania                                                             | Amichevole                                                             | -                                                                      |                                                                        |
| 4-1-2017                                                               | Tunisi                                                                 | Tunisia                                                                | 0 – 0                                                                  | Uganda                                                                 | Amichevole                                                             | -                                                                      |                                                                        |
| 8-1-2017                                                               | Il Cairo                                                               | Egitto                                                                 | 1 – 0                                                                  | Tunisia                                                                | Amichevole                                                             | -                                                                      |                                                                        |
| 15-1-2017                                                              | Franceville                                                            | Tunisia                                                                | 0 – 2                                                                  | Senegal                                                                | Coppa d'Africa 2017 - 1º turno                                         | -                                                                      |                                                                        |
| 19-1-2017                                                              | Franceville                                                            | Algeria                                                                | 1 – 2                                                                  | Tunisia                                                                | Coppa d'Africa 2017 - 1º turno                                         | -                                                                      |                                                                        |
| 23-1-2017                                                              | Libreville                                                             | Zimbabwe                                                               | 2 – 4                                                                  | Tunisia                                                                | Coppa d'Africa 2017 - 1º turno                                         | -                                                                      |                                                                        |
| 28-1-2017                                                              | Libreville                                                             | Burkina Faso                                                           | 2 – 0                                                                  | Tunisia                                                                | Coppa d'Africa 2017 - Quarti di finale                                 | -                                                                      | 38’                                                                    |
| 24-3-2017                                                              | Monastir                                                               | Tunisia                                                                | 0 – 1                                                                  | Camerun                                                                | Amichevole                                                             | -                                                                      |                                                                        |
| 28-3-2017                                                              | Marrakech                                                              | Marocco                                                                | 1 – 0                                                                  | Tunisia                                                                | Amichevole                                                             | -                                                                      | 67’                                                                    |
| 11-6-2017                                                              | Radès                                                                  | Tunisia                                                                | 1 – 0                                                                  | Egitto                                                                 | Qual. Coppa d'Africa 2019                                              | -                                                                      |                                                                        |
| 1-9-2017                                                               | Radès                                                                  | Tunisia                                                                | 2 – 1                                                                  | RD del Congo                                                           | Qual. Mondiali 2018                                                    | -                                                                      | 30’                                                                    |
| 5-9-2017                                                               | Kinshasa                                                               | RD del Congo                                                           | 2 – 2                                                                  | Tunisia                                                                | Qual. Mondiali 2018                                                    | -                                                                      |                                                                        |
| 11-11-2017                                                             | Radès                                                                  | Tunisia                                                                | 0 – 0                                                                  | Libia                                                                  | Qual. Mondiali 2018                                                    | -                                                                      |                                                                        |
| 27-3-2018                                                              | Nizza                                                                  | Tunisia                                                                | 1 – 0                                                                  | Costa Rica                                                             | Amichevole                                                             | -                                                                      |                                                                        |
| 1-6-2018                                                               | Carouge                                                                | Tunisia                                                                | 2 – 2                                                                  | Turchia                                                                | Amichevole                                                             | -                                                                      |                                                                        |
| 9-6-2018                                                               | Krasnodar                                                              | Tunisia                                                                | 0 – 1                                                                  | Spagna                                                                 | Amichevole                                                             | -                                                                      |                                                                        |
| 18-6-2018                                                              | Volgograd                                                              | Tunisia                                                                | 1 – 2                                                                  | Inghilterra                                                            | Mondiali 2018 - 1º turno                                               | -                                                                      |                                                                        |
| 23-6-2018                                                              | Mosca                                                                  | Belgio                                                                 | 5 – 2                                                                  | Tunisia                                                                | Mondiali 2018 - 1º turno                                               | -                                                                      |                                                                        |
| 9-9-2018                                                               | Manzini                                                                | eSwatini                                                               | 0 – 2                                                                  | Tunisia                                                                | Qual. Coppa d'Africa 2019                                              | -                                                                      |                                                                        |
| 20-11-2018                                                             | Radès                                                                  | Tunisia                                                                | 0 – 1                                                                  | Marocco                                                                | Amichevole                                                             | -                                                                      |                                                                        |
| 22-3-2019                                                              | Radès                                                                  | Tunisia                                                                | 4 – 0                                                                  | eSwatini                                                               | Qual. Coppa d'Africa 2019                                              | 1                                                                      |                                                                        |
| 26-3-2019                                                              | Blida                                                                  | Algeria                                                                | 1 – 0                                                                  | Tunisia                                                                | Amichevole                                                             | -                                                                      |                                                                        |
| Totale                                                                 |                                                                        | Presenze                                                               | 48                                                                     |                                                                        | Reti                                                                   | 2                                                                      |                                                                        |

## Palmarès

### Club

#### Competizioni nazionali
- Campionato tunisino: 2

Espérance: 2009-2010, 2010-2011
- Coppa di Tunisia: 1

Espérance: 2010-2011
- Campionato rumeno: 1

CFR Cluj: 2020-2021
- Coppa di Romania: 1

Astra Giurgiu: 2013-2014
- Supercoppa di Romania: 1

Astra Giurgiu: 2014

#### Competizioni internazionali
- CAF Champions League: 1

Espérance: 2011